# Ihlara-vallei
De Ihlara-vallei (Turks: Ihlara Vadisi) ligt in het grondgebied van de provincie Aksaray in Turkije, zo'n 40 kilometer ten zuiden van de provinciehoofdstad Aksaray. De vallei vormt een 16 km lange en op sommige plaatsen tot 150 m diepe kloof, uitgesleten door de rivier de Melendiz. 
De Ihlara-vallei is een van de toeristische attracties die in de regio Cappadocië ligt.
De vallei bevat verschillende grotten, rotskapellen en kerken uitgehakt in de rotswanden die dateren van de Byzantijnse periode, van in de beginjaren van het christendom. De Byzantijnse rotskapellen bedekt met fresco’s zijn in grote aantallen in de canyonwand te vinden. Tot de bekendste behoren de Ağaçaltı (Daniel)-kerk, de Yılanlı (Openbarings)-kerk en de Sümbüllü (Hyacint)-kerk.  Het gebied werd beschermd door de Özel Çevre Koruma Korumu.
De vallei bevindt zich deels in het grondgebied van de gemeente en vlak bij het dorp Ihlara.

## Galerij

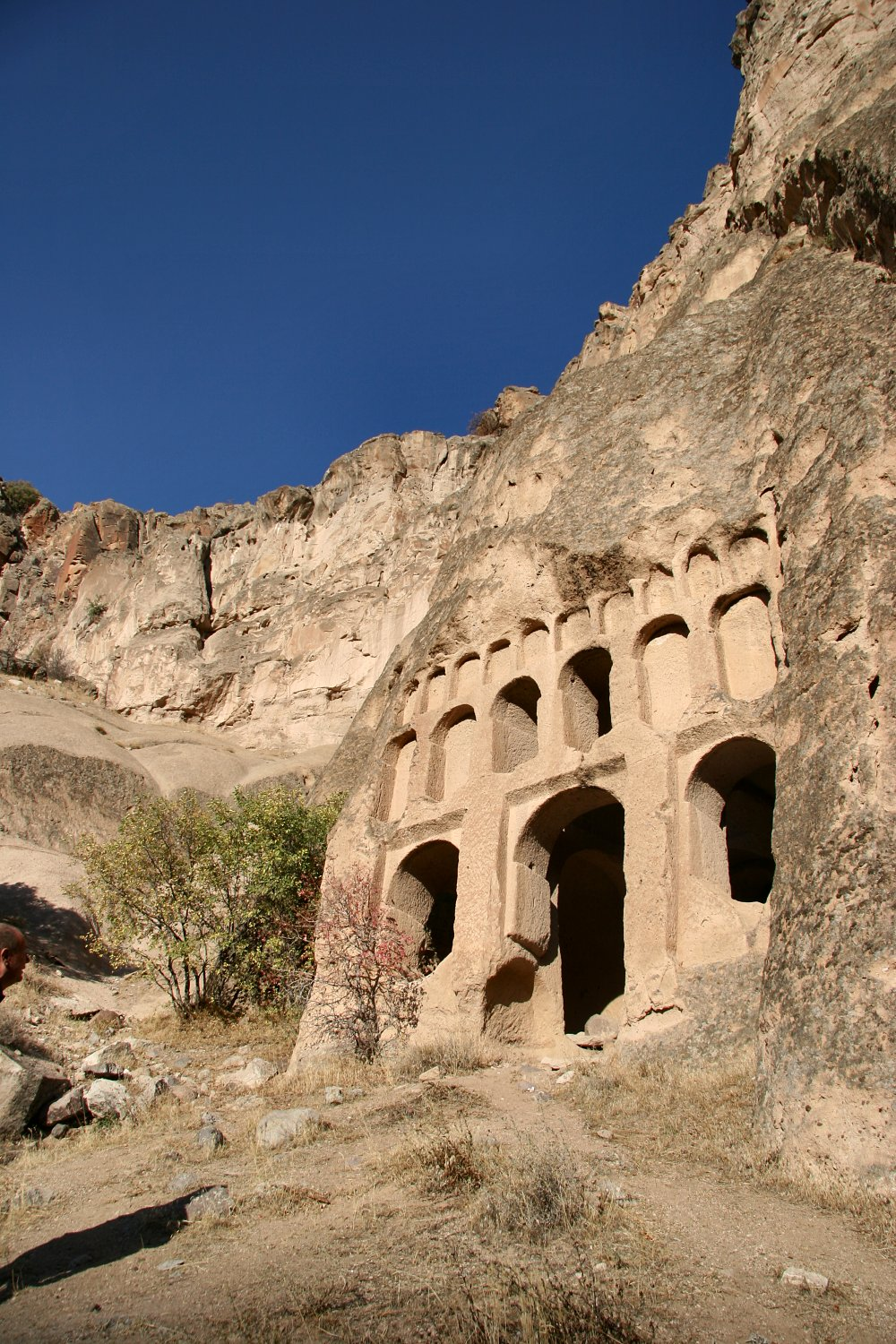
Toegang tot een van de uitgehouwen kerken
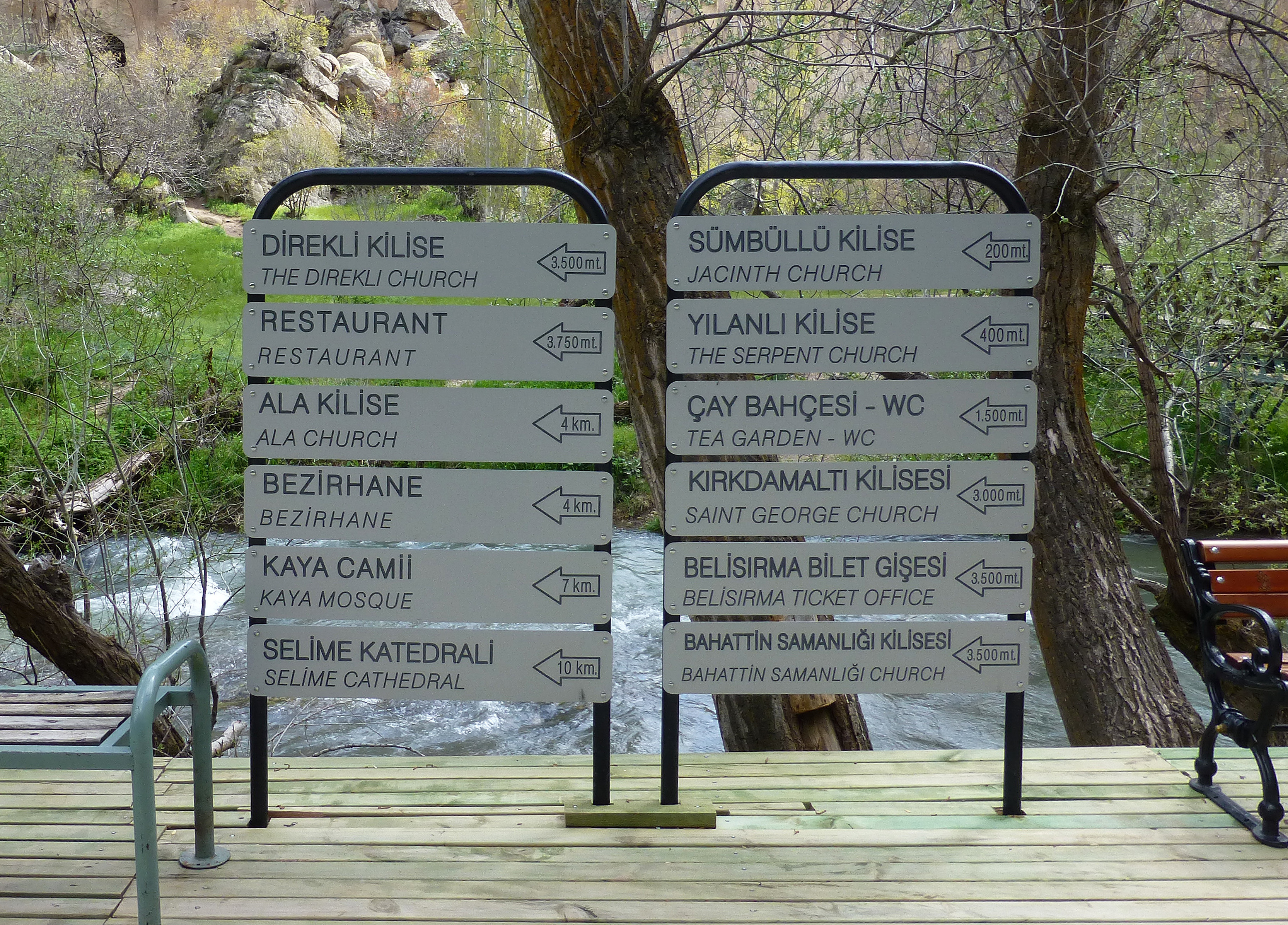
Kerken van Ihlara
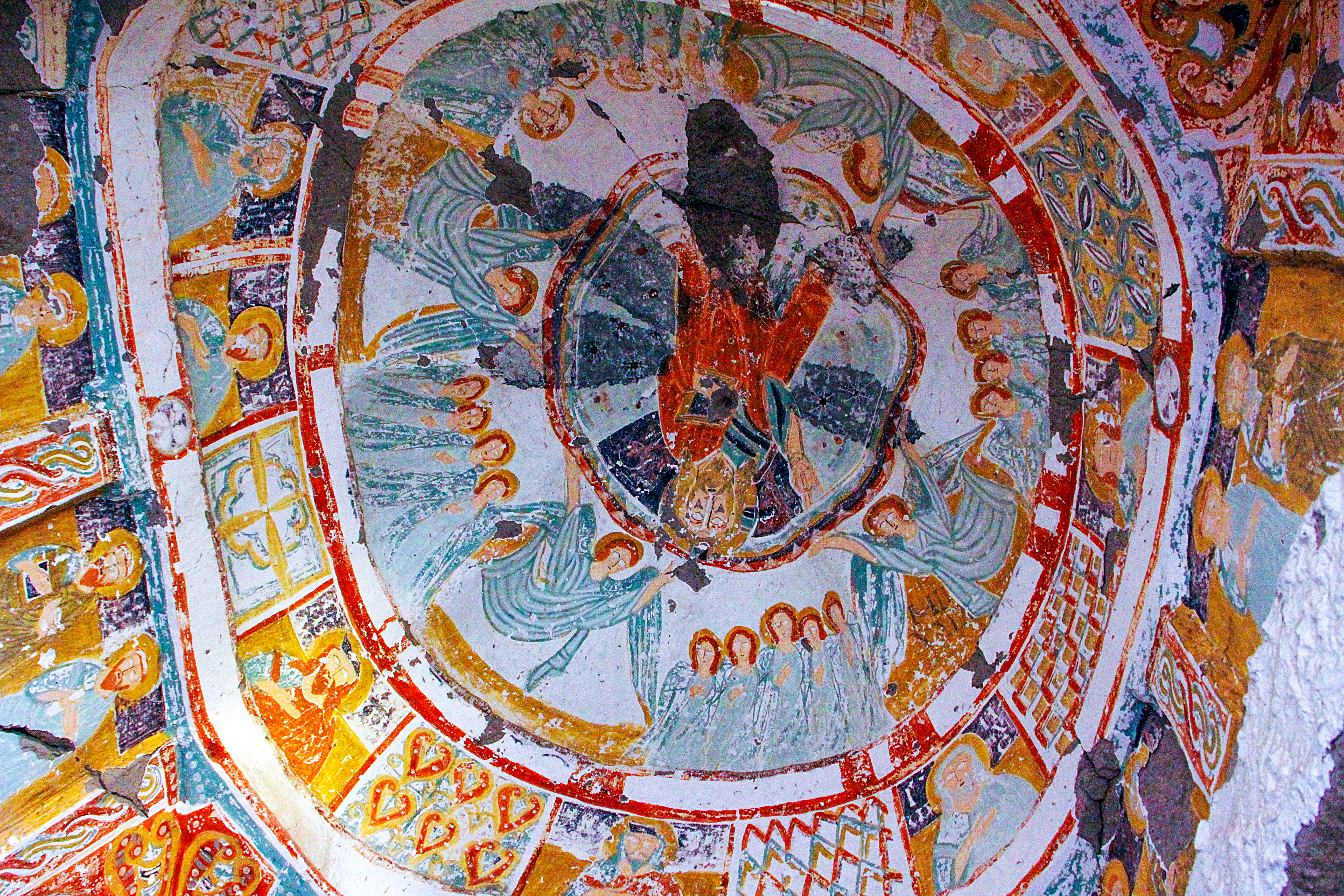
Fresco in de Daniel Pantonassa Kerk
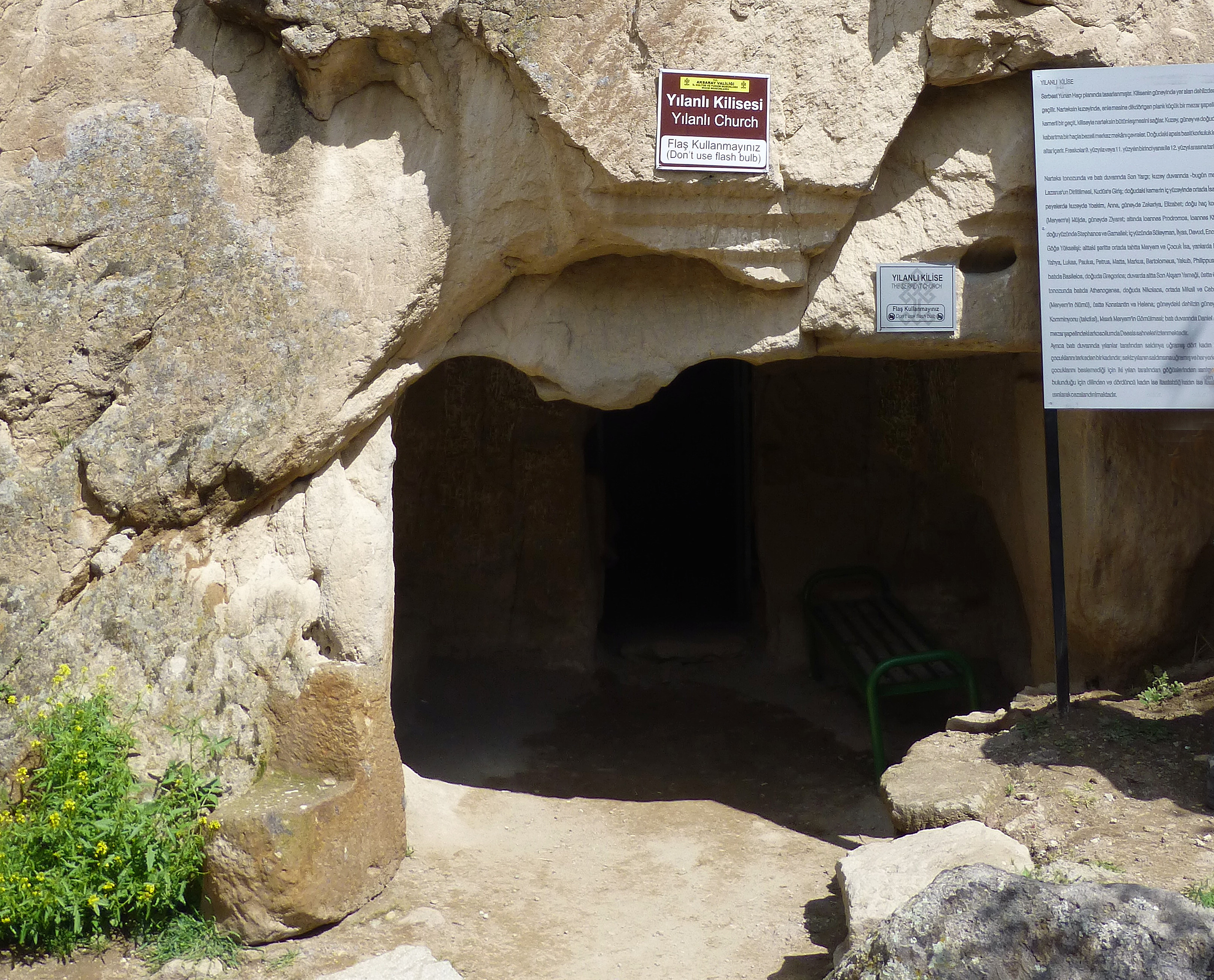
Kerk van de slang
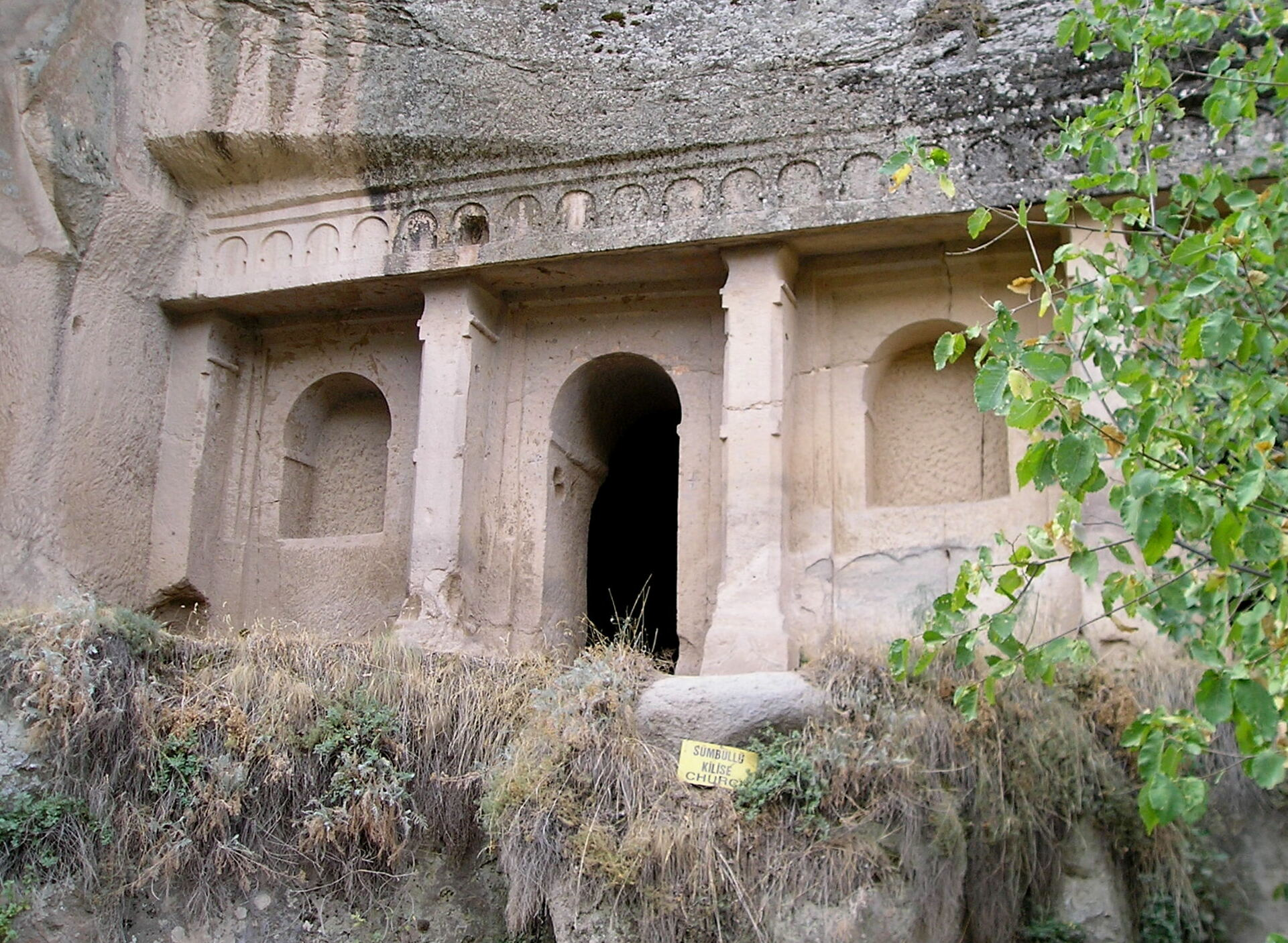
Sümbüllü (Hyacint) Kerk